# یوکی فوشیمی
یوکی فوشیمی (انگلیسی: Fushimi Yuki) بازیکن فوتبال است که در تیم ملی فوتبال زنان ژاپن بازی کرده‌است.